# Lars Jakob Grapengiesser
Lars Jakob Grapengiesser, född 20 april 1769 i Jönköping, Jönköpings län, död 4 januari 1823 i Sunds församling, Östergötlands län, var en svensk häradshövding.

## Biografi
Lars Jakob Grapengiesser föddes 1769 i Jönköping. Han arbetade som häradshövding med lagmans titel i Kinda och Ydre domsaga. Grapengiesser avled 1823 på Forsnäs i Sunds socken.

### Familj
Grapengiesser gifte sig 10 augusti 1813 på Malma med Bernhardina Gustava Duse (1796–1880), dotter till fänriken Carl Magnus Duse vid Östgöta infanteriregemente och Johanna Gustava Gripensköld.